# Albert Lee Tucker
Pour les articles homonymes, voir Albert Tucker.
Albert Lee Tucker, né le 29 décembre 1914 à Melbourne et mort le 23 octobre 1999 dans la même ville, est un artiste australien.

## Biographie
Albert Lee Tucker naît le 29 décembre 1914 à Melbourne,. Il porte le nom de son grand-père paternel, homme d'affaires devenu personnalité politique.
Ne pouvant étudier à l'école d'art officielle en raison de sa pauvreté, il suit des cours à temps partiel à la Victorian Artists' Society (1933-1939) et étudie brièvement sous la direction de George Bell. Il survit en travaillant comme illustrateur indépendant. Ses premiers portraits et scènes de rue témoignent d'une tentative d'exploration du modernisme.
Il expose à la Biennale de Venise en 1956.
Albert Lee Tucker meurt le 23 octobre 1999 dans sa ville natale.